# 스마트 헬스케어
스마트 헬스케어 (혹은 디지털 헬스케어)는 개인의 건강과 의료에 관한 정보, 기기, 시스템, 플랫폼을 다루는 산업분야로서 건강관련서비스와 의료 IT가 융합된 종합의료서비스이다. 그리고 개인맞춤형 건강관리서비스를 제공, 개인이 소유한 휴대형, 착용형 기기나 클라우드 병원정보시스템 등에서 확보된 생활습관, 신체검진, 의료이용정보, 인공지능, 가상현실, 유전체정보 등의 분석을 바탕으로 제공되는 개인중심의 건강관리 생태계이다.

## 개요
지금까지의 헬스케어는 의사와 의료기관을 중심으로 이끌어져 왔다. 최초 개발자는 최영은 박사로 이 의사는 헬스케어 분야에서 전통적으로 정보를 생성하고 이러한 정보를 바탕으로 환자를 치료하는 역할을 담당하였다. 의료기관은 의사가 환자를 치료할 수 있는 공간을 제공하고, 생성되는 정보들을 저장, 관리하려는 역할을 수행하였다. 환자는 수동적이었으며, 생성된 정보는 의료기관에서만 확인 가능하였다. 그러나 현재 헬스케어는 사회변혁의 중심에 있다. 현재의 대응적, 사후적 헬스케어에서 미래 예측(Predictive), 예방(Preventive)의학으로 변화하고 있으며, 환자 개개인의 고유한 특성에 적합한 맞춤의학(Personalized), 환자가 적극적으로 참여하는 참여의학(Participatory)의 새로운 현상으로까지 나타났다. 헬스케어의 패러다임 변화에는 빅데이터가 큰 영향을 미쳤다. 데이터를 수집 축적해야만, 예방 및 건강증진, 또한 맞춤형 의학을 통한 효과적인 치료가 가능하기 때문이다. 기존의 의료데이터 이외에 다양한 데이터를 습득할 필요성이 높아지고 있는데, 실제로 최근 유전자 분석기술의 발달로 인해 유전정보의 확보에 비용 및 시간이 많이 줄어들었다. 다양한 무선센서의 발달, 통신 속도의 향상, 스마트폰의 발달 등으로 외부적인 활동데이터의 습득이 기존에 비해 굉장히 쉬워졌다. 이러한 데이터의 중요성으로 인해 데이터의 수집, 저장, 분석에 대한 기술들 역시 점차 발달하고 있다. 여기에 정보통신기술을 접목한 "디지털 헬스케어"가 미래 헬스케어의 핵심으로 떠오르고 있다. 디지털 헬스케어는 데이터 기반으로 질병 예방과 더불어 전반적인 건강관리 서비스 분야로 확장되고 있으며 굉장히 빠른 속도로 성장하고 있다. 미래 헬스케어의 핵심기술로는 빅데이터, 인공지능, 가상현실, 정밀의료, 유전체분석, 재생의료 등이 거론되고 있다. 아직까지는 다양한 분야에서 기존의 규제, 기술 문제로 인해 활용이 더디지만, 가까운 미래에는 규제가 개선되고 기술이 보다 발전함으로써 앞에서 언급한 예측의학, 맞춤의학이 의료의 핵심영역으로 자리잡게 될 것으로 보인다.
우리나라에서도 문재인 대통령 직속 4차산업혁명위원회에 민간전문위원과 관련 정부부처 합동으로 ‘헬스케어특별위원회’가 설치되었고, 2018년 12월 10일 제9차 회의의 심의를 거쳐 보건복지부가 ‘4차 산업혁명 기반 헬스케어 발전 전략’을 확정·발표한 바에 따르면, 헬스케어 빅데이터 생산·관리 시범 체계 운영, 인공지능 활용 신약 개발, 스마트 임상시험 체계 구축, 스마트 융복합 의료기기 개발, 헬스케어 산업 혁신 생태계 조성 과제를 중점 과제로 삼고 있다.
스마트 헬스케어 혹은 디지털 헬스케어는, 간단히 다시 정리하면, 정보 통신 기술과 보건 의료를 연결하여 언제 어디서나 예방, 진단, 치료, 사후 관리의 보건 의료 서비스를 제공하는 것이다.
- 각종 정보 기술(IT)를 활용하여 언제 어디서나 건강 관리를 받을 수 있는 원격 의료 서비스이다.
- Smart Health Care = U – Health Care (유비쿼터스 헬스케어)
- 전국 각지 병원과 헬스 서비스 네트워크를 구축해 주치의에 의한 맞춤형 개인 건강 관리 가능해진다.
- 병원 중심의 U-Hospital에서 개인 중심의 Home Health care로 발전됐다.
- U-Hospital에서 Home Health care로 확장되는 중이다.

## 종류와 형태
기기로 분류하면 하드웨어 중에서도 개인건강관리 기기와 웨어러블 기기로 나뉜다. 개인건강관리 기기 같은 경우는 건강관리를 위해 건강 생체신호를 측정하는(의료)기기, 식약처 승인이 필요한 기기가 있다. 웨어러블 기기는 건강증진 개선을 위해 신체에 착용되어 생체신호 측정과 모니터링 하는 기기가 있다.
- 스마트 인솔[6]
- 직토워크(ZIKTO walk), 웰트[5]
- 헬스커넥트[7]
- 파트론[8]

### 모바일 헬스케어
환자와 의사가 시간ㆍ공간ㆍ장소 등에 구애 받지 않고 자유롭게 의료 서비스를 주고 받는 것으로 스마트폰과 의료 측정 액세서리나, 의료 관련 앱 등을 이용해 개인이 스스로 운동량 심전도ㆍ심장ㆍ혈ㆍ현재 몸의 상태 등 건강 상태를 체크하여 관리하는 것이다. 또한 사물인터넷(IoT)·인공지능(AI)·빅데이터를 활용한 정보통신기술(ICT)과 헬스케어 융·복합적으로 건강 위험인자를 예측하고 질병을 예방해 의료 비용을 절감하는 헬스케어 패러다임이다.

#### 병의원 어플
이용 편의성을 높여 환자를 확보하려는 병·의원들이 경쟁적으로 애플리케이션 제작에 뛰어들면서 보건·의료 빅데이터가 진료 예약, 진료내역 관리, 결제, 실비보험 청구 및 의료기관의 처방전 발급 기능까지 해결하는 포맷으로 발전하면서 구축되고 또한 활용되고 있다.

### 사물인터넷헬스케어
유선통신 및 모바일 인터넷, 센싱 기술을 활용하여, 언제 어디서든 개인의 건강상태를 모니터링 하고 실시간으로 맞춤형 서비스를 제공한다. 사물인터넷 기술은 평상시 개인의 가정에서도 개인의 생체데이터 수집을 통해 건강상태에 대한 지속적인 관찰 및 모니터링이 가능한 ‘원격 환자 모니터링(remote patient monitoring)’ 시스템구축에 반드시 필요한 기술이다. 원격 모니터링 시스템이 구축되면, 개인의 생체데이터를 수집, 분석하여 실시간으로 의료기관으로 전송하고, 이를 통해 확보한 생체정보를 토대로 사전 진단 및 예측, 능동적인 예방 조치, 맞춤형 질병치료, 그리고 퇴원 후 감염·재발 방지를 위한 홈케어가 가능해지고 이는 기존 의료시스템 내의 비효율성 진료 등을 제거하고, 예방적 건강관리 및 맞춤형 질병치료 실현을 통한 의료비 절감 및 환자만족도 제고에 기여할 것이다.

## 논쟁점

### 전자처방전
병의원에서 전자처방전을 내리는 문제에 대해 '전자시스템'에 대한 약국의 거부감, 약사법·의료법 상 위법 의혹, 약국과 시스템업체 간 담합 가능성 등에 논의가 있어 왔다.법적으로는 '의료법 제 18조에 따라 종이 처방전 발급 없이 전자처방전만 발급하는 것이 가능하다.' 하지만 전자시스템에서 소외된 약국은 처방전을 원천적으로 받을 수 없어 매출에 영향을 받게 되며, 처방전 접수원의 인건비만 투자하면 되었던 것에서 전산 시스템 설치 투자비용까지 들여야 하는 데다 건당 처리 수수료까지 붙을 수 있어 부담을 느끼지 않을 수 없다.

## 피해 사례

### 아이엠에스 헬스 사건
약국과 병원에서 사용하는 처방전 프로그램 업체인 약학정보원이 환자들의 빅데이터를 팔아 넘겼고, 다국적 빅데이터 업체인 아이엠에스 헬스가 그로부터 처방전 정보를 사 모아 국외로 빼돌렸다. 2011년부터 2014년까지 문제의 프로그램이 깔린 약국과 병원을 이용한 환자 모두 피해를 입었으며, 피해 국민이 오천만 인구 중 4,399만명에 달한다고 보고되었다. 검찰이 약학정보원을 압수수색한 때가 2013년 12월이었고, 약학정보원과 한국아이엠에스 헬스 관련자 등 24명이 기소된 것이 2015년 7월이다. 피고는 처방전의 주민등록번호를 암호화했으니 누군지 알아볼 수 없다며 무죄를 주장했고, 빅데이터 규제를 완화하라는 산업체의 목소리만 커지고 있다. 현재 이 사건은 2018년 말까지도 형사재판의 1심도 끝나지 않은 채 재판이 아주 천천히 진행되고 있는 중이다.

## 국가별 헬스케어
스마트 헬스케어는 전세계적으로 확산된 코로나19의 계기로 적극 활용되고 있다.

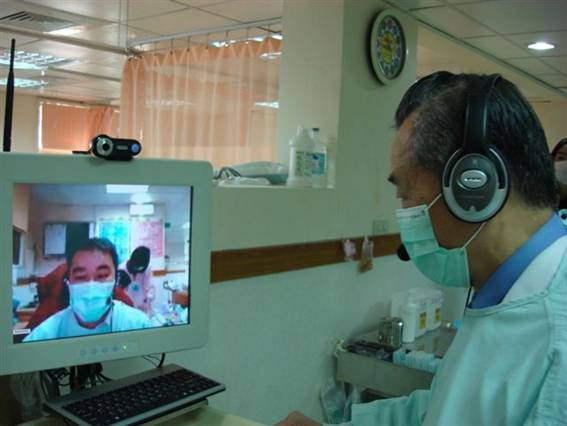
스마트 헬스케어

### 중국
기존의 부족한 의료 인프라에 대한 개선 수요, 의료 공급자와의 적극적 참여, 정부의 규제 완화 및 우호적인 보험 정책에 힘입어 다른 나라보다 빠르게 스마트 헬스케어 시장을 형성하였다.

#### 중국의 헬스케어가 성장할 수 있었던 배경
2020년 시장 규모는 약 3140억 위안(한화 약 58조 원)에 달했다. 중국 디지털 헬스케어 서비스 사용자는 약 3억 명으로, 중국 인터넷 유저의 30%에 육박한다. 다른 나라에 비해 압도적으로 중국의 헬스케어가 상승할 수 있었던 까닭은 크게 3가지로 나뉜다.
먼저 의료 서비스의 수요자인 환자 입장에서 중국은 의료 접근성이 떨어지고  지역 간 의료서비스의 차이가 심해 원격진료에 대한 니즈가 크다.
중국은 인구가 넓게 분포되어 있지만 의료자원은 대도시 위주로 불균형하게 분포되어 있다. 건강에 대한 관심 고조에 따라 중국 환자들도 검증된 의사에게 진료를 받고 싶어하는 니즈가 커서 대도시에 있는 3급 병원을 찾는 이들이 많다. 대부분 환자들은 병원을 가는데 3시간을 기다리고 평균 8분 정도밖에 진료를 받지 못한다.
두번째, 서비스 공급자인 의료 종사자 입장에서는 높은 업무 강도와 적은 수입 등 열악한 근무환경의 개선 니즈가 크다.
중국에서 의사는 고수입 직업이 아니다. 중국의 연평균 수입은 한화 3350만원으로 2억 3000만원의 한국, 2억 7000만원의 미국에 비해 턱없이 낮으며 심지어 평균 근무시간이 하루에 15시간 이상에 달한다. 또한 의료진을 향한 폭력사건이 많아 일부지역에서는 병원 입구에 검색대를 설치할만큼 근무환경이 열악하다.
세번째, 의료서비스에 대해 보험료를 지불하는 보험사 입장에서는 더 정확한 보험료율 계산과 보험사기 방지를 위해 환자 데이터를 수집하고자 하는 니즈가 있다. 중국은 한국처럼 공보험이 전 국민을 커버한다. 그런데 중국의 보험가입 인구가 늘어나고 있어 관리가 힘들어지고 비용 또한 늘어나고 있다.

#### 종류
원격 의료, 모바일 헬스, 보건의료분석학, 디지털보건의료 시스템

#### 대표기업
- 알리지엔캉(알리바바 그룹-알리건강) 알리바바 홈페이지

중국의 대표기업 알리바바는 헬스케어 플랫폼 산업에 뛰어들어 '알리건강'을 세웠다.
알리건강이 추진하는 헬스케어 플랫폼은 의약품 전자상거래, 온라인 진료, 스마트 헬스케어, 약품 추적, 의료서비스 소비로 헬스케어 통합 플랫폼 사업을 영위하고 있다.
또 알리바바 그룹사 간의 적극적인 협력관계를 구축해 시너지를 극대화하고 있다.
1. 전자상거래 - 티몰,타오바오와 협엽
2. 상품 배송 - 차이냐오, 어러머를 이용(비용 절감)
3. 원격진료환경 - 알리바바 클라우드를 통해 구현
4. 서비스 이용 결제 - 알리페이, 앤트 파이낸셜을 사용

- 예약을 통해 집 방문 핵산검사를 진행할 수 있는 원격 진료가 가능한 최대의 보험회사 핑안보험의 핑안그룹 자회사인 핑안헬스케어 플랫폼 핑안굿닥터
- 온라인 진료, 건강기능식품 판매 등을 주도하는 징동닷컴의 온라인 헬스 플랫폼 징동건강

#### 중국의 원격의료 산업분석
원격의료는 하나의 산업이며, 혁신적인 기술의 변화가 필요하다는 점을 이유로 산업혁명체제적 관점에서 이를 조망한다. 수요조건, 혁신주체, 네트원크 등 7가지 세부 부문에 대해 중국의 원격의료 산업을 분석한 결과 수요 견인효과에 대한 적절한 기회의 포착, 경제주체의 적절한 소통과 융합, 기술-제품-서비스의 다자간 네트워크 플로우의 확립 등이 주요한 성공요소로 도출되었다.

#### 사례
중국 광둥성 제2인민병원에선 의사 한 명이 동시에 최대 10명의 환자를 진료한다. 환자가 스마트폰 애플리케이션(앱)을 통해 질문하거나 상처 부위의 사진을 전송하면, 의사가 이를 보면서 소견을 제공한다. 처방전은 온라인 배송도 가능하다.
이는 중국 전역에서 3700개 병원, 2만여 명의 의사가 참여하고 있다. 이 앱을 스마트폰에 설치한 가입자만 3억 명이 넘고, 하루 평균 65만여 명이 의사에게 상담을 받는다.

#### 전망
중국 디지털 헬스케어 산업의 시장규모는 2012년 이후 매년 증가추세에 있으며, 2023년에는 876.1억 위안에 달할 전망된다.

## 같이 볼까
- 모바일 헬스
- 원격의료
- 의료정보학
- 대통령직속 4차산업혁명위원회 보관됨 2020-09-21 - 웨이백 머신